# Aphaenogaster araneoides
Aphaenogaster araneoides é uma espécie de inseto do gênero Aphaenogaster, pertencente à família Formicidae.

## Subespécies
Fora a subespécie padrão (A. araneoides araneoides), as descrições de três outras subespécies são atualmente aceitas:
- A. araneoides canalis Enzmann, 1947
- A. araneoides inermis Forel, 1899
- A. araneoides nitidivendris Forel, 1912